# Carlos Morel
Carlos Médicis Morel GCzMC (Recife, 28 de outubro de 1943), é um médico, biofísico e pesquisador brasileiro.
Grande oficial da Ordem Nacional do Mérito Científico e membro titular da Academia Brasileira de Ciências, foi presidente da Fundação Oswaldo Cruz entre os anos 1992 e 1997.

## Biografia
Nasceu em Recife, em 1943. É filho de Sérgio Morel Moreira e Elisa Médicis Morel. Formou-se em medicina pela Faculdade de Medicina da Universidade Federal de Pernambuco, em 1967, tendo estagiado de janeiro a agosto de 1968 no Laboratório de Biologia Molecular do Instituto de Biofísica da Universidade Federal do Rio de Janeiro, como parte do curso de pós-graduação em ciências (biofísica).
Ainda em 1968, ingressou na Universidade de Brasília, inicialmente com professor visitante e professor auxiliar (1968-1972) da Faculdade de Ciências da Saúde e, depois, professor assistente e associado no Departamento de Biologia Celular do Instituto de Biologia (1972-1978). Na mesma universidade, participou da organização do curso de pós-graduação em biologia molecular, que coordenou por dois anos.
No período de 1969 e 1972, realizou cursos e estágios patrocinados por instituições médicas e de pesquisa científica internacionais, tais como o Cold Spring Harbor Laboratory, a Organização Mundial de Saúde e Organização Europeia de Biologia Molecular.
Obteve o título de doutor em ciências naturais (biofísica), apresentando a tese Metabolismo de RNA mensageiro em células animais, realizada experimentalmente no Institut Suisse de Recherches Experimentales sur le Cancer (ISREC), Lausanne, Suíça, e defendida no Instituto de Biofísica da Universidade Federal do Rio de Janeiro (1974).
A partir de 1975 enveredou-se pelo estudo e desenvolvimento de um novo método de caracterização por tipagem bioquímica de tripanosomatídeos, em particular aqueles patogênicos para o homem e de maior importância na América Latina, como o Trypanosoma cruzi. Em 1978 transferiu-se para a Fundação Oswaldo Cruz (Fiocruz), ocupando os cargos de pesquisador associado e pesquisador titular do Instituto Oswaldo Cruz (IOC), onde dirigiu o Departamento de Bioquímica e Biologia Molecular (1980-1985 e 1989-1992), desempenhando as funções de diretor do IOC (1985-1989) e vice-presidente de Pesquisa (1985-1990). Presidiu a Fiocruz no período de 1993 a 1997.
Ao deixar a presidência da Fiocruz, coordenou o programa especial para pesquisa e treinamento em doenças tropicais da Organização Mundial de Saúde (1998/2004), ali desenvolvendo pesquisas para o tratamento da leishmaniose visceral. Retornando ao Brasil, em 2004, passou a coordenar o Centro de Desenvolvimento Tecnológico em Saúde, montado pela Fiocruz.